# Jennie Stearns
Jennie Stearns (Carlisle (Massachusetts), geboortenaam Brandhorst) is een Amerikaanse singer-songwriter.
Ze zingt en begeleidt zichzelf daarbij meestal op de gitaar, en laat zich daarbij begeleiden door een band met drums, basgitaar en keyboard. Haar liedjes zijn in folkstijl met soms een lichte alternatieve-country-invloed. De teksten zijn breekbaar en melancholisch, evenals de muziek, al is die soms onverwacht vrolijk.
In 2003 maakte ze een tournee door Nederland; een voor 2006 aangekondigde tournee kwam te vervallen.
In december 2006 verscheen haar cd Birds Fall, alleen verkrijgbaar via haar eigen website.
Naast haar muziekcarrière werkte ze in een muziekwinkel in Trumansburg (New York); later werd ze mede-eigenaar van een muziekwinkel in Ithaca. Samen met haar man Richie Stearns was ze medeoprichter van de band Donna the Buffalo. Inmiddels is ze gescheiden en hertrouwd en werkt ook onder de naam Jennie Lowe, maar al haar cd's zijn onder haar oude naam uitgebracht.

## Discografie
- White Tape: Donna The Buffalo (cassette, 1989)
- Tin Roof (cassette, 1994)
- Running with Scissors: Live at the Rongo (1996)
- Angel with a Broken Wing (1998)
- Mourning Dove Songs (2000)
- Tin Roof Mystery (heruitgave) / Live in Buffalo (met Rich Stearns) (2000)
- Sing Desire (2002)
- Birds Fall (2006)
- Blurry Edges [Jennie Lowe Stearns & The Fire Choir] (2011)
- Ghost Tracks (2019)